# 柱体
柱体（ちゅうたい）とは、数学、特に幾何学において合同で平行な二つの平面図形を底面として持つ筒状の空間図形のことである。

## 定義
三次元空間内に平面 P と、P 上に自己交差を持たない閉曲線（単純閉曲線）C が与えられているとする。さらに C 上の点を通り、P に平行でない直線 l を一つ選ぶ。
C 上の点を通り、l に平行であるような空間直線の全体が描く軌跡、あるいはそれを互いに平行な二つの平面 π1, π2（ただし l とは平行でない）とで囲んでできる有界な立体図形を柱体と呼ぶ（以下「柱体」は後者の意味で用いる）。
このとき、平面 π1 と平面 π2 との距離 h をこの柱体の高さという。また、柱体とこの二つの平面のそれぞれとの共通部分をこの柱体の底面、そうでない面を側面という。定義から明らかだが柱体の底面の数は 2 つで、互いに平行である。
さらに、底面と側面とが直交している柱体を直柱（あるいは直柱体）、そうでない柱体を斜柱（斜柱体）といって区別することがある。後述するように斜柱は適当な座標変換で直柱に変換することができる。

## 性質
- 柱体は中身の詰まった (solid) 閉じた空間図形で、その表面は閉曲面である。
- 体積が定義できるが、その値 V は底面積（底面の面積）を B、高さを h としたとき、V = Bh で与えられる。
- 直柱の側面積（側面の面積）S は、底面の周長を l としたとき、S = lh で与えられる。

## 標準化
柱体の表面は、適当に直交変換することによって、次のように媒介変数表示することができる。
{\displaystyle {\begin{cases}X=F_{x}(\theta ),\\Y=F_{y}(\theta ),\\Z=t.\end{cases}}}
またこのとき、この柱体の平面 Z = 0 への正射影は閉曲線 
{\displaystyle C\colon {\begin{cases}X=F_{x}(\theta ),\\Y=F_{y}(\theta ),\\Z=0.\end{cases}}}
を描く。逆にこのような形で曲線 C が与えられたなら、C の式において Z 座標の値を限定しなければ柱体を描くことがわかる。

## 柱体の名称
柱体は底面の形状によってさらに固有の名称を与えられるものがある。"柱体名（底面の形状）" の形式でいくつか例示しよう：
- 角柱（底面：多角形、側面：四角形）
  - 三角柱（三角形）
  - 四角柱（四角形）- さらに特別なものとして直方体・立方体
- 反角柱（底面：多角形、側面：三角形）
- 円柱（底面：円）

他にも、底面が直線と曲線で構成される半円や扇形のものも想定される。